# United States Maritime Administration

Sigill.

United States Maritime Administration (förkortning: MARAD) är en amerikansk federal myndighet med ansvar för sjöfarten som ingår i USA:s transportdepartement.

## Verksamhet

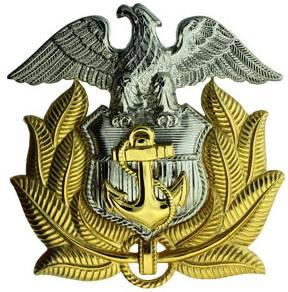
Mössmärke för fartygsbefäl i U.S. Merchant Marine.

MARAD:s verksamhet omfattar frågor om fartyg och sjöfart, skeppsbyggnad, hamnverksamhet, fartygsverksamhet, nationell säkerhet, säkerhet och miljö. Sedan 1981 har MARAD varit en del av USA:s transportdepartement.
MARAD hanterar program som hjälper till att utveckla och främja den amerikanska handelsflottan (engelska: United States Merchant Marine) och dess verksamhet. Den organiserar och leder också när den privatägda handelsflottan inkallas för att agera i händelse av krig eller naturkatastrofer. Fartygsbefäl på USA-flaggade handelsfartyg måste vara amerikanska medborgare då de ska utgöra lojalt understöd för USA:s flotta.
MARAD är huvudman för United States Merchant Marine Academy samt upprätthåller National Defense Reserve Fleet (NDRF), dvs den reservflotta av avställda handelsfartyg som finns kvarhållna i beredskap. MARAD understödjer sjöbefälsskolor som drivs av delstaterna.
Chefen för MARAD (Maritime Administrator) utnämns av USA:s president med senatens godkännande och lyder direkt under USA:s transportminister.